# Banda de Gaita-de-fole da Força Aérea dos Estados Unidos
A Banda de Gaita-de-fole da Força Aérea dos Estados Unidos (em inglês:  United States Air Force Pipe Band, USAF Pipe Band) foi uma unidade das terras altas ("highlanders") da Força Aérea dos Estados Unidos. Organizada em 1960 a partir de uma unidade antecessora ativada em 1950; foi desativado dez anos depois.

## História
A USAF Pipe Band foi ativada em 1950 como uma unidade subordinada do Drum and Bugle Corps (Corpo de Tambor e  Clarim) da Força Aérea dos Estados Unidos por instigação do chefe do comando do quartel-general na Base Aérea de Bolling. Postado na Base Aérea de Bolling ao longo de sua existência, seu primeiro flautista foi "Scottie" Grubbs, ex-flautista da Black Watch do Exército Britânico.
Devido aos regulamentos de uniformes da USAF, a banda não foi inicialmente autorizada a usar trajes highlanders, no entanto, uma intervenção de Curtis LeMay posteriormente permitiu sua adoção.
Restabelecida como unidade independente em 1960, foi desativada em 1970, apesar das objeções impressas em vários jornais importantes, incluindo um escrito por Russell Kirk. Rumores de que o general John Dale Ryan havia ordenado a desativação da unidade como parte de uma tentativa de americanizar as bandas militares dos Estados Unidos foram rejeitados por autoridades que afirmaram que a desativação foi por razões de corte de custos. O último gaiteiro-mor da banda, Norval 'Sandy' Jones, posteriormente foi nomeado gaiteiro-mor do The Citadel.

## Unidades relacionadas

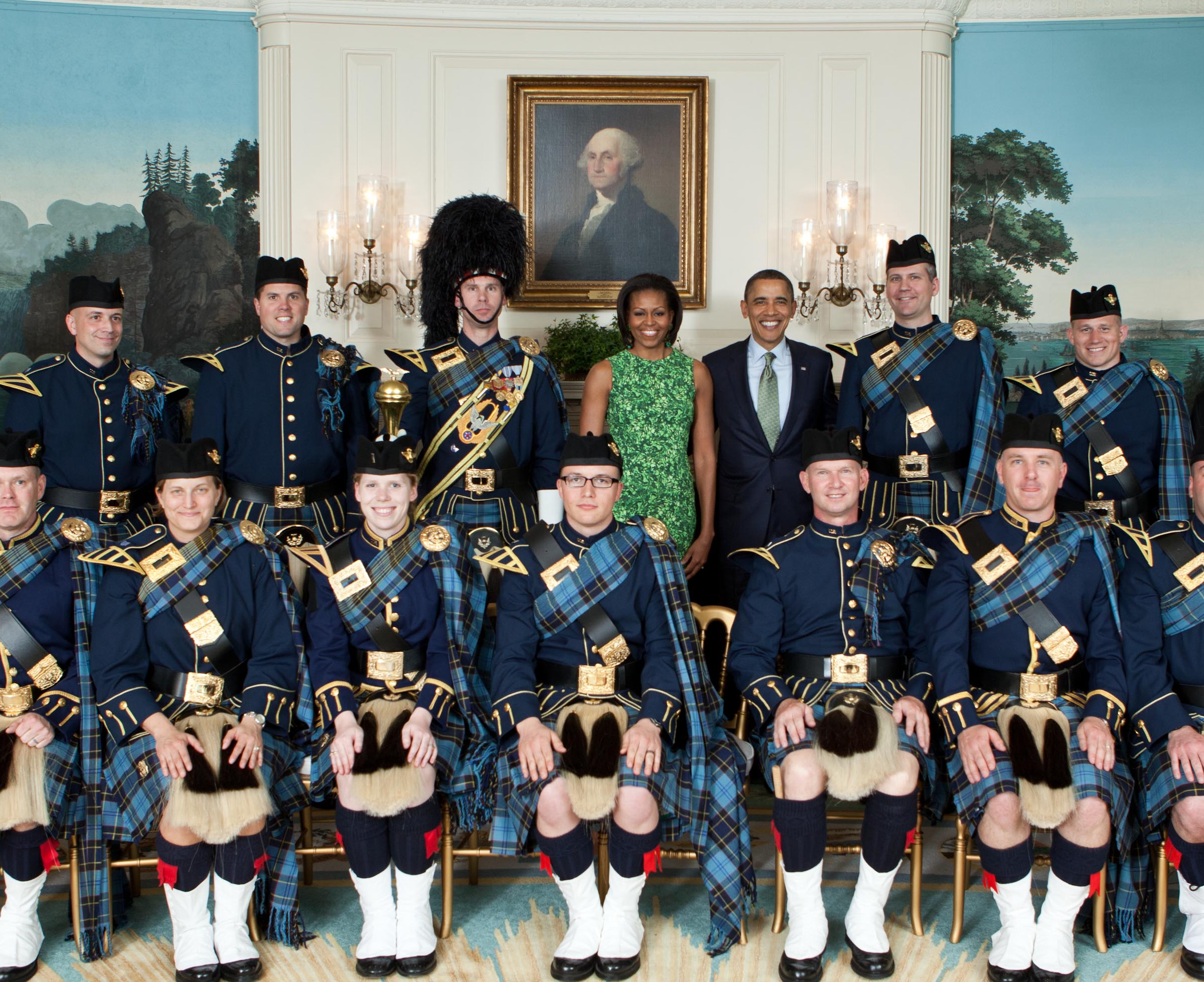
O Presidente Barack Obama com a Reserve Pipe Band da Força Aérea.

A Banda de Gaita-de-fole da Reserva da Força Aérea (em inglês:  Air Force Reserve Pipe Band), uma unidade de highlanders da Reserva da Força Aérea dos Estados Unidos, foi ativada em 1970 e operava como uma unidade subordinada da Banda da Reserva da USAF. Em setembro de 2013 a Banda da Reserva da Aeronáutica, e com ela a Banda de Gaita-de-fole da Reserva da Aeronáutica, foi desativada. Após a desativação, um único flautista foi transferido para a Banda da Força Aérea dos Estados Unidos como o único músico remanescente desse tipo na Força.
A Banda de Gaita-de-fole da Reserva da Força Aérea usava um tartã de um desenho não-reclamado da Strathmore Woolen Company de Forfar, originalmente conhecido como tartã Lady Jane of St Cirus e posteriormente registrado na <i>Scottish Tartans Society</i> como "tartã da Banda de Gaita-de-fole da Reserva da Força Aérea dos EUA" (em inglês:  US Air Force Reserve Pipe Band tartan).